# Kojima F1
 Kojima Engineering  era un constructor japonès de cotxes per competicions automobilístiques que va arribar a disputar curses a la Fórmula 1.
Va ser fundada l'any 1976 per Matsuhisa Kojima, multimil·lionari japonès entusiasta dels esports de motor. Va competir al campionat del món de la Fórmula 1 en dues curses, debutant al GP del Japó de la temporada 1976 i tornant a disputar-lo a la temporada següent. Van aconseguir una onzena posició com millor classificació en una cursa, no assolint cap punt pel campionat de constructors de la F1.

## Resultats a la F1
| Any  | Pilot             | 1   | 2   | 3     | 4     | 5   | 6   | 7   | 8   | 9   | 10  | 11  | 12  | 13  | 14  | 15  | 16     | 17     | Posició | Punts |
| ---- | ----------------- | --- | --- | ----- | ----- | --- | --- | --- | --- | --- | --- | --- | --- | --- | --- | --- | ------ | ------ | ------- | ----- |
| 1976 | Masahiro Hasemi   | BRA | SUD | O.USA | ESP   | BEL | MON | SUE | FRA | GBR | ALE | AUT | HOL | ITA | CAN | USA | JAP 11 |        | -       | 0     |
| 1977 | Kazuyoshi Hoshino | ARG | BRA | SUD   | O.USA | ESP | MON | BEL | SUE | FRA | GBR | ALE | AUT | HOL | ITA | USA | CAN    | JAP 11 | -       | 0     |

### Resum
| Curses: | Victòries: | Pòdiums: | Poles: | Voltes ràpides: | Punts: |
| ------- | ---------- | -------- | ------ | --------------- | ------ |
| 2       | 0          | 0        | 0      | 0               | 0      |